# Mordella lacsonensis coomani
Mordella lacsonensis coomani es una subespecie de coleóptero de la familia Mordellidae.

## Distribución geográfica
Habita en Tonkín (Vietnam).